# Torneo di Wimbledon 2009 - Doppio femminile
Venus Williams e Serena Williams erano le detentrici del titolo e sono riuscite a difenderlo superando in finale la coppia australiana formata da Samantha Stosur e Rennae Stubbs col punteggio di 7-64 6-4. È stato il quarto titolo a Wimbledon per le sorelle Williams e il secondo vinto senza perdere set nel percorso.

## Teste di serie
1.    Cara Black /  Liezel Huber (semifinale)
  2.    Anabel Medina Garrigues /  Virginia Ruano Pascual (semifinale)
  3.    Samantha Stosur /  Rennae Stubbs (finale)
  4.    Serena Williams /  Venus Williams (campionesse)
  5.    Hsieh Su-wei /  Peng Shuai (primo turno)
  6.    Daniela Hantuchová /  Ai Sugiyama (secondo turno)
  7.    Viktoryja Azaranka /  Elena Vesnina (terzo turno)
  8.    Marija Kirilenko /  Flavia Pennetta (primo turno)
  9.    Lisa Raymond /  Vera Zvonarëva (primo turno)
10.    Bethanie Mattek-Sands /  Nadia Petrova (terzo turno)
11.    Nuria Llagostera Vives  /  María José Martínez Sánchez (quarti di finale)
12.    Anna-Lena Grönefeld /  Vania King (quarti di finale)
13.    Zi Yan /  Jie Zheng (terzo turno)
14.    Nathalie Dechy /  Mara Santangelo (primo turno)
15.    Chia-Jung Chuang /  Sania Mirza (secondo turno)
16.    Svetlana Kuznecova /  Amélie Mauresmo (terzo turno)

### Coppie passate dalle qualificazioni
1. Tatjana Maria /  Andrea Petković (primo turno)
2. Rika Fujiwara /  Aiko Nakamura (primo turno)
3. Edina Gallovits /  Katalin Marosi (primo turno)
4. Juliana Fedak /  Mervana Jugić-Salkić (primo turno)

### Coppie che hanno ricevuto una wildcard
1. Elena Baltacha /  Amanda Elliott (primo turno)
2. Jade Curtis /  Anna Smith (primo turno)
3. Laura Robson /  Georgie Stoop (secondo turno)
4. Jocelyn Rae /  Melanie South (secondo turno)
5. Naomi Cavaday /  Katie O'Brien (primo turno)

## Tabellone

### Legenda
| - Q = Qualificato - WC = Wild card - LL = Lucky loser | - ALT = Alternate - SE = Special Exempt - PR = Protected Ranking | - w/o = Walkover - r = Ritirato - d = Squalificato |

### Parte alta

#### Sezione 1
|  | Primo turno | Primo turno                            | Primo turno                 | Primo turno | Primo turno |  |  | Secondo turno | Secondo turno                          | Secondo turno                          | Secondo turno                   | Secondo turno        |                      |   | Terzo turno | Terzo turno                            | Terzo turno                            | Terzo turno                            | Terzo turno |   |   | Quarti di finale | Quarti di finale | Quarti di finale | Quarti di finale | Quarti di finale |  |
|  |             |                                        |                             |             |             |  |  |               |                                        |                                        |                                 |                      |                      |   |             |                                        |                                        |                                        |             |   |   |                  |                  |                  |                  |                  |  |
|  | 1           | C Black L Huber                        | C Black L Huber             | 6           | 6           |  |  |               |                                        |                                        |                                 |                      |                      |   |             |                                        |                                        |                                        |             |   |   |                  |                  |                  |                  |                  |  |
|  |             | R Kops-Jones A Spears                  | R Kops-Jones A Spears       | 1           | 4           |  |  | 1             | C Black L Huber                        | C Black L Huber                        | 7                               | 6                    |                      |   |             |                                        |                                        |                                        |             |   |   |                  |                  |                  |                  |                  |  |
|  | Q           | J Fedak M Jugić-Salkić                 | J Fedak M Jugić-Salkić      | 4           | 3           |  |  |               | K Jans-Ignacik A Rosolska              | K Jans-Ignacik A Rosolska              | 5                               | 2                    |                      |   |             |                                        |                                        |                                        |             |   |   |                  |                  |                  |                  |                  |  |
|  |             | K Jans-Ignacik A Rosolska              | K Jans-Ignacik A Rosolska   | 6           | 6           |  |  |               |                                        |                                        |                                 |                      |                      |   | 1           | C Black L Huber                        | 2                                      | 6                                      | 6           |   |   |                  |                  |                  |                  |                  |  |
|  |             | I Benešová B Záhlavová-Strýcová        | 6                           | 2           | 7           |  |  |               |                                        |                                        | I Benešová B Záhlavová-Strýcová | 6                    | 3                    | 4 |             |                                        |                                        |                                        |             |   |   |                  |                  |                  |                  |                  |  |
|  |             | S Bammer A Glatch                      | 2                           | 6           | 5           |  |  |               | I Benešová B Záhlavová-Strýcová        | 2                                      | 6                               | 6                    |                      |   |             |                                        |                                        |                                        |             |   |   |                  |                  |                  |                  |                  |  |
|  |             | J Švedova T Tanasugarn                 | J Švedova T Tanasugarn      | 6           | 6           |  |  |               | J Švedova T Tanasugarn                 | 6                                      | 4                               | 4                    |                      |   |             |                                        |                                        |                                        |             |   |   |                  |                  |                  |                  |                  |  |
|  | 14          | N Dechy M Santangelo                   | N Dechy M Santangelo        | 3           | 3           |  |  |               |                                        |                                        |                                 |                      |                      |   | 1           | C Black L Huber                        | 4                                      | 6                                      | 6           |   |   |                  |                  |                  |                  |                  |  |
|  | 11          | N Llagostera Vives MJ Martínez Sánchez | 6                           | 68          | 6           |  |  |               |                                        |                                        |                                 |                      |                      |   |             |                                        | 11                                     | N Llagostera Vives MJ Martínez Sánchez | 6           | 3 | 0 |                  |                  |                  |                  |                  |  |
|  |             | A Amanmuradova J Coin                  | 2                           | 7           | 2           |  |  | 11            | N Llagostera Vives MJ Martínez Sánchez | N Llagostera Vives MJ Martínez Sánchez | 7                               | 6                    |                      |   |             |                                        |                                        |                                        |             |   |   |                  |                  |                  |                  |                  |  |
|  |             | A Pavljučenkova F Schiavone            | A Pavljučenkova F Schiavone | 6           | 7           |  |  |               | A Pavljučenkova F Schiavone            | A Pavljučenkova F Schiavone            | 5                               | 3                    |                      |   |             |                                        |                                        |                                        |             |   |   |                  |                  |                  |                  |                  |  |
|  |             | A Cornet P Parmentier                  | A Cornet P Parmentier       | 2           | 64          |  |  |               |                                        |                                        |                                 |                      |                      |   | 11          | N Llagostera Vives MJ Martínez Sánchez | N Llagostera Vives MJ Martínez Sánchez | N Llagostera Vives MJ Martínez Sánchez | w/o         |   |   |                  |                  |                  |                  |                  |  |
|  |             | M Rybáriková Y Wickmayer               | M Rybáriková Y Wickmayer    | 6           | 6           |  |  |               |                                        | 7                                      | V Azaranka E Vesnina            | V Azaranka E Vesnina | V Azaranka E Vesnina |   |             |                                        |                                        |                                        |             |   |   |                  |                  |                  |                  |                  |  |
|  |             | L Dekmeijere V Kutuzova                | L Dekmeijere V Kutuzova     | 3           | 0           |  |  |               | M Rybáriková Y Wickmayer               | M Rybáriková Y Wickmayer               | M Rybáriková Y Wickmayer        |                      |                      |   |             |                                        |                                        |                                        |             |   |   |                  |                  |                  |                  |                  |  |
|  | WC          | E Baltacha A Elliott                   | E Baltacha A Elliott        | 0           | 4           |  |  | 7             | V Azaranka E Vesnina                   | V Azaranka E Vesnina                   | V Azaranka E Vesnina            | w/o                  |                      |   |             |                                        |                                        |                                        |             |   |   |                  |                  |                  |                  |                  |  |
|  | 7           | V Azaranka E Vesnina                   | V Azaranka E Vesnina        | 6           | 6           |  |  |               |                                        |                                        |                                 |                      |                      |   |             |                                        |                                        |                                        |             |   |   |                  |                  |                  |                  |                  |  |

#### Sezione 2
|  | Primo turno | Primo turno               | Primo turno               | Primo turno | Primo turno |  |  | Secondo turno | Secondo turno           | Secondo turno         | Secondo turno      | Secondo turno      |   |   | Terzo turno | Terzo turno           | Terzo turno           | Terzo turno          | Terzo turno          |   |   | Quarti di finale | Quarti di finale | Quarti di finale | Quarti di finale | Quarti di finale |  |
|  |             |                           |                           |             |             |  |  |               |                         |                       |                    |                    |   |   |             |                       |                       |                      |                      |   |   |                  |                  |                  |                  |                  |  |
|  | 4           | S Williams V Williams     | S Williams V Williams     | 6           | 6           |  |  |               |                         |                       |                    |                    |   |   |             |                       |                       |                      |                      |   |   |                  |                  |                  |                  |                  |  |
|  |             | V Razzano A Rezaï         | V Razzano A Rezaï         | 3           | 3           |  |  | 4             | S Williams V Williams   | S Williams V Williams | 6                  | 6                  |   |   |             |                       |                       |                      |                      |   |   |                  |                  |                  |                  |                  |  |
|  |             | S Lisicki A Wozniak       | S Lisicki A Wozniak       | 6           | 6           |  |  |               | S Lisicki A Wozniak     | S Lisicki A Wozniak   | 1                  | 4                  |   |   |             |                       |                       |                      |                      |   |   |                  |                  |                  |                  |                  |  |
|  |             | M Ani R Vinci             | M Ani R Vinci             | 3           | 3           |  |  |               |                         |                       |                    |                    |   |   | 4           | S Williams V Williams | S Williams V Williams | 6                    | 6                    |   |   |                  |                  |                  |                  |                  |  |
|  |             | J Groth R Voráčová        | J Groth R Voráčová        | 4           | 3           |  |  |               |                         | 13                    | Z Yan J Zheng      | Z Yan J Zheng      | 0 | 0 |             |                       |                       |                      |                      |   |   |                  |                  |                  |                  |                  |  |
|  |             | G Dulko S Peer            | G Dulko S Peer            | 6           | 6           |  |  |               | G Dulko S Peer          | G Dulko S Peer        | 4                  | 1                  |   |   |             |                       |                       |                      |                      |   |   |                  |                  |                  |                  |                  |  |
|  |             | A Morigami A Morita       | A Morigami A Morita       | 1           | 1           |  |  | 13            | Z Yan J Zheng           | Z Yan J Zheng         | 6                  | 6                  |   |   |             |                       |                       |                      |                      |   |   |                  |                  |                  |                  |                  |  |
|  | 13          | Z Yan J Zheng             | Z Yan J Zheng             | 6           | 6           |  |  |               |                         |                       |                    |                    |   |   | 4           | S Williams V Williams | S Williams V Williams | 6                    | 7                    |   |   |                  |                  |                  |                  |                  |  |
|  | 12          | A-L Grönefeld V King      | A-L Grönefeld V King      | 6           | 6           |  |  |               |                         |                       |                    |                    |   |   |             |                       | 12                    | A-L Grönefeld V King | A-L Grönefeld V King | 2 | 5 |                  |                  |                  |                  |                  |  |
|  |             | M Czink N Grandin         | M Czink N Grandin         | 4           | 3           |  |  | 12            | A-L Grönefeld V King    | 2                     | 6                  | 6                  |   |   |             |                       |                       |                      |                      |   |   |                  |                  |                  |                  |                  |  |
|  | WC          | J Rae M South             | J Rae M South             | 6           | 7           |  |  |               | J Rae M South           | 6                     | 3                  | 4                  |   |   |             |                       |                       |                      |                      |   |   |                  |                  |                  |                  |                  |  |
|  |             | A Bondarenko K Bondarenko | A Bondarenko K Bondarenko | 1           | 64          |  |  |               |                         |                       |                    |                    |   |   | 12          | A-L Grönefeld V King  | A-L Grönefeld V King  | 6                    | 6                    |   |   |                  |                  |                  |                  |                  |  |
|  |             | Y-j Chan A Szávay         | 5                         | 6           | 4           |  |  |               |                         |                       | K Kanepi İ Şenoğlu | K Kanepi İ Şenoğlu | 3 | 3 |             |                       |                       |                      |                      |   |   |                  |                  |                  |                  |                  |  |
|  |             | V Duševina T Perebyjnis   | 7                         | 3           | 6           |  |  |               | V Duševina T Perebyjnis | 4                     | 6                  | 2                  |   |   |             |                       |                       |                      |                      |   |   |                  |                  |                  |                  |                  |  |
|  |             | K Kanepi İ Şenoğlu        | K Kanepi İ Şenoğlu        | 6           | 7           |  |  |               | K Kanepi İ Şenoğlu      | 6                     | 4                  | 6                  |   |   |             |                       |                       |                      |                      |   |   |                  |                  |                  |                  |                  |  |
|  | 8           | M Kirilenko F Pennetta    | M Kirilenko F Pennetta    | 3           | 64          |  |  |               |                         |                       |                    |                    |   |   |             |                       |                       |                      |                      |   |   |                  |                  |                  |                  |                  |  |

### Parte bassa

#### Sezione 4
|  | Primo turno | Primo turno                        | Primo turno                        | Primo turno | Primo turno |  |  | Secondo turno | Secondo turno                      | Secondo turno             | Secondo turno                      | Secondo turno                      |   |   | Terzo turno | Terzo turno               | Terzo turno               | Terzo turno                        | Terzo turno                        |   |   | Quarti di finale | Quarti di finale | Quarti di finale | Quarti di finale | Quarti di finale |  |
|  |             |                                    |                                    |             |             |  |  |               |                                    |                           |                                    |                                    |   |   |             |                           |                           |                                    |                                    |   |   |                  |                  |                  |                  |                  |  |
|  | 6           | D Hantuchová A Sugiyama            | D Hantuchová A Sugiyama            | 6           | 6           |  |  |               |                                    |                           |                                    |                                    |   |   |             |                           |                           |                                    |                                    |   |   |                  |                  |                  |                  |                  |  |
|  |             | T Paszek O Savčuk                  | T Paszek O Savčuk                  | 0           | 1           |  |  | 6             | D Hantuchová A Sugiyama            | 6                         | 65                                 | 2                                  |   |   |             |                           |                           |                                    |                                    |   |   |                  |                  |                  |                  |                  |  |
|  |             | A Klejbanova E Makarova            | A Klejbanova E Makarova            | 6           |             |  |  |               | A Klejbanova E Makarova            | 4                         | 7                                  | 6                                  |   |   |             |                           |                           |                                    |                                    |   |   |                  |                  |                  |                  |                  |  |
|  |             | D Cibulková J Husárová             | D Cibulková J Husárová             | 0           | r           |  |  |               |                                    |                           |                                    |                                    |   |   |             | A Klejbanova E Makarova   | A Klejbanova E Makarova   | 6                                  | 7                                  |   |   |                  |                  |                  |                  |                  |  |
|  |             | E Hrdinová N Vaidišová             | 5                                  | 7           | 5           |  |  |               |                                    | 10                        | B Mattek-Sands N Petrova           | B Mattek-Sands N Petrova           | 4 | 5 |             |                           |                           |                                    |                                    |   |   |                  |                  |                  |                  |                  |  |
|  |             | J Ditty K Dzehalevič               | 7                                  | 610         | 7           |  |  |               | J Ditty K Dzehalevič               | J Ditty K Dzehalevič      | 2                                  | 2                                  |   |   |             |                           |                           |                                    |                                    |   |   |                  |                  |                  |                  |                  |  |
|  |             | A Radwańska U Radwańska            | A Radwańska U Radwańska            | 4           | 65          |  |  | 10            | B Mattek-Sands N Petrova           | B Mattek-Sands N Petrova  | 6                                  | 6                                  |   |   |             |                           |                           |                                    |                                    |   |   |                  |                  |                  |                  |                  |  |
|  | 10          | B Mattek-Sands N Petrova           | B Mattek-Sands N Petrova           | 6           | 7           |  |  |               |                                    |                           |                                    |                                    |   |   |             | A Klejbanova E Makarova   | A Klejbanova E Makarova   | 4                                  | 5                                  |   |   |                  |                  |                  |                  |                  |  |
|  | 15          | C-J Chuang S Mirza                 | C-J Chuang S Mirza                 | 6           | 6           |  |  |               |                                    |                           |                                    |                                    |   |   |             |                           | 2                         | A Medina Garrigues V Ruano Pascual | A Medina Garrigues V Ruano Pascual | 6 | 7 |                  |                  |                  |                  |                  |  |
|  |             | J Craybas C Gullickson             | J Craybas C Gullickson             | 4           | 2           |  |  | 15            | C-J Chuang S Mirza                 | C-J Chuang S Mirza        | 2                                  | 3                                  |   |   |             |                           |                           |                                    |                                    |   |   |                  |                  |                  |                  |                  |  |
|  |             | L Domínguez Lino A Parra Santonja  | 5                                  | 6           | 1           |  |  |               | A Kudrjavceva M Niculescu          | A Kudrjavceva M Niculescu | 6                                  | 6                                  |   |   |             |                           |                           |                                    |                                    |   |   |                  |                  |                  |                  |                  |  |
|  |             | A Kudrjavceva M Niculescu          | 7                                  | 4           | 6           |  |  |               |                                    |                           |                                    |                                    |   |   |             | A Kudrjavceva M Niculescu | A Kudrjavceva M Niculescu | 5                                  | 3                                  |   |   |                  |                  |                  |                  |                  |  |
|  |             | A Rodionova G Voskoboeva           | A Rodionova G Voskoboeva           | 6           | 6           |  |  |               |                                    | 2                         | A Medina Garrigues V Ruano Pascual | A Medina Garrigues V Ruano Pascual | 7 | 6 |             |                           |                           |                                    |                                    |   |   |                  |                  |                  |                  |                  |  |
|  |             | L Šafářová V Uhlířová              | L Šafářová V Uhlířová              | 1           | 3           |  |  |               | A Rodionova G Voskoboeva           | 7                         | 2                                  | 4                                  |   |   |             |                           |                           |                                    |                                    |   |   |                  |                  |                  |                  |                  |  |
|  |             | A Hlaváčková L Hradecká            | A Hlaváčková L Hradecká            | 63          | 3           |  |  | 2             | A Medina Garrigues V Ruano Pascual | 5                         | 6                                  | 6                                  |   |   |             |                           |                           |                                    |                                    |   |   |                  |                  |                  |                  |                  |  |
|  | 2           | A Medina Garrigues V Ruano Pascual | A Medina Garrigues V Ruano Pascual | 7           | 6           |  |  |               |                                    |                           |                                    |                                    |   |   |             |                           |                           |                                    |                                    |   |   |                  |                  |                  |                  |                  |  |